# إيدي كينزو
إيدي كينزو (بالإنجليزية: Eddy Kenzo)‏ هو موسيقي ومغني أوغندي، ولد في 9 أبريل 1989 في ماساكا ‏ في أوغندا.

## وصلات خارجية
- إيدي كينزو على موقع IMDb (الإنجليزية)
- إيدي كينزو على موقع ميوزك برينز (الإنجليزية)
- إيدي كينزو على موقع أول ميوزيك (الإنجليزية)
- إيدي كينزو على موقع ديسكوغز (الإنجليزية)